# Amaia Salamanca
Amaia Salamanca, właśc. Amaya Salamanca Urizar (28 marca 1986 w Madrycie) – hiszpańska aktorka.

## Kariera
Wystąpiła w teledyskach "Ansiedad" (Antonio Romero) (2004), "Sigo llorando por ti" (Pignoise) (2007); "No te enfades", "Sin miedo a soñar" (SMS) (2007) oraz "4 elementos"  (La Musicalité) (2009)

## Życie prywatne
Jest związana z Rosaurem Varo, z którym  ma troje dzieci: córkę Olivię (ur. 09.04.2014) oraz dwóch synów - Nacho (ur. 08.09.2015) i Mateo (ur. 07.10.2016).

## Filmografia

### Seriale
- 2005: Paco i jego ludzie jako Cristina (gościnnie)
- 2006: SMS, sin miedo a soñar jako Paula
- 2008: Sin tetas no hay paraíso jako Catalina Marcos Ruiz
- 2010: Filip i Letycja - miłość i obowiązek jako Letizia Ortiz
- 2011: Grand Hotel jako Alicia Alarcón
- 2013: Velvet jako Bárbara de Senillosa
- 2015: La embajada jako Fátima, żona Eduardo
- 2017: W czasach wojny jako Julia Ballester
- 2022: Wszyscy kłamią jako Sofía

### Filmy
- 2009: No estás sola jako Sara
- 2009: Fuga de cerebros jako Natalia
- 2010: Tensión sexual no resuelta jako Rebeca
- 2011: Paranormal Xperience 3D jako Angela
- 2012: Klejnoty Evity jako Teresa
- 2016: Manual de principiantes para ser presidente jako Ilana Coro
- 2016: Nuestros amantes jako Maria
- 2018: Zaginiona jako Sirena / Nadine
- 2019: Mam to pod kontrolą jako Gloria
- 2019: Nie zważając na nic jako Sofía